# Christine Maggiore
Christine Joy Maggiore (Chicago, 25 luglio 1956 – Los Angeles, 27 dicembre 2008) è stata un'attivista statunitense, sostenitrice del movimento negazionista dell'HIV nota per la sua influenza su Thabo Mbeki nella decisione di bloccare il finanziamento delle terapie antiretrovirali a donne sieropositive in gravidanza, che secondo alcune stime ha causato 330.000 decessi.
Sieropositiva lei stessa, morì in seguito al rifiuto di assumere la terapia antiretrovirale prescritta. Fu una figura controversa, in particolare dopo la morte a tre anni di sua figlia per polmonite da Pneumocystis carinii, considerata una malattia AIDS-correlata. Durante la gravidanza, si era rifiutata di assumere trattamenti antiretrovirali per ridurre le probabilità di trasmissione dell'HIV.

## Biografia

### Gioventù e carriera
Nata a Chicago, Illinois, Christine crebbe nel sud della California. Dopo la laurea con lode al Reseda Charter High School, lavorò nel settore pubblicitario e marketing a Los Angeles fino al 1984, quando parti per un viaggio per l'Europa e Nord Africa finché si stabilì a Firenze, dove visse dal 1985 al 1987. Nel 1986 Maggiore fondò quella che diventò un'azienda multimilionaria di import ed export di vestiario, la Alessi International, con sede in Toscana.

### Diagnosi e attivismo
Nel 1992, in seguito ad un esame di routine, Christine risultò positiva all'HIV. Un precedente ragazzo risultò anch'esso positivo. Successivamente la Maggiore prese parte alle attività di diverse associazioni volontarie per l'AIDS, quali AIDS Project Los Angeles e Women at Risk. Tuttavia, con il proseguire di una corrispondenza con il prominente dissidente-negazionista Peter Duesberg nel 1994, cominciò a dubitare se l'HIV fosse causa dell'AIDS. La Maggiore cominciò a credere che il suo test fosse risultato positivo a causa un episodio di influenza, o gravidanza, o di una comune infezione virale.
In un articolo del 2005 nel Los Angeles Times, Christine dichiarava di essere in eccellente salute senza prendere farmaci antiretrovirali (HAART). Il marito di Christine, il produttore cinematografico Robin Scovill, è risultato ripetutamente negativo al test per l'HIV nonostante Christine dichiarasse di aver avuto "un decennio di normale relazione senza preservativo". Il loro figlio Charlie, nato nel 1997, è risultato anche lui negativo al test per l'HIV.

### Eliza Jane
Christine Maggiore scelse di non prendere antiretrovirali o altre misure per ridurre il rischio di trasmissione verticale (trasmissione da madre a figlio) dell'HIV durante la gravidanza. Dati i rischi accertati e potenziali dell'uso di antiretrovirali durante la gravidanza, la decisione finale secondo le linee guida del National Institutes of Health "dovrebbe essere lasciata alla madre dopo aver discusso con il suo medico curante riguardo alla terapia antiretrovirale" in un "ambiente non coercitivo". Christine decise anche di allattare i propri figli, nonostante l'evidenza che anche l'allattamento può trasmettere l'HIV tra madre e figlio. Sua figlia più giovane, Eliza Jane, non fu mai testata per l'HIV e non ricevette nessuno dei vaccini raccomandati durante l'infanzia, come del resto anche suo fratello maggiore Charlie. Christine riportò che Charlie risultò per tre volte negativo al test per l'HIV, ed asserì che entrambi erano in buona salute.
Nell'aprile del 2005 Eliza Jane prese un grave raffreddore. Fu visitata da due medici, uno dei quali riportò di conoscere lo stato di sieropositività di Christine. Eliza Jane non fu testata per l'HIV e le fu diagnosticata una polmonite. Poiché Eliza Jane non riusciva a riprendersi, Christine la portò a farla vedere da Philip Incao, un praticante olistico e membro di spicco della stessa sua organizzazione "Alive & Well AIDS Alternatives", il quale dichiarò che Eliza Jane appariva malata ma non particolarmente grave, e prescrisse dell'amoxicillina per una presunte otite.
Il 16 maggio 2005, Eliza Jane collassò e smise di respirare. Fu rapidamente portata all'ospedale Valley Presbyterian a Van Nuys, California, dove, falliti i tentativi per rianimarla, fu dichiarata morta.

### Critiche e controversie
Nonostante le controversie in seguito alla morte di Eliza Jane, Christine mantenne il proprio credo negazionista e anzi, spedì una lettera al Los Angeles Times per segnalare alcuni presunti errori ed omissioni negli articoli su Eliza Jane; il "Times" decise di non pubblicare la lettera, in quanto "qualora un articolo fosse inesatto è loro politica pubblicare una correzione. Tuttavia nessuna correzione è necessaria in questo caso".
I due punti di controversia principali erano il fatto che, al posto di terapie mirate solo a problemi respiratori, un appropriato trattamento medico per immunodepressione avrebbe potuto evitare il decesso di Eliza Jane, e che l'uso degli antiretrovirali durante la gravidanza o l'allattamento avrebbero potuto evitare anche la trasmissione dell'HIV a Eliza Jane.
John Moore, un prominente ricercatore su HIV/AIDS, nella sua relazione alla 16ª International AIDS Conference, descrisse la morte di Eliza Jane come un concreto esempio di danno ad esseri umani derivato da credi pseudoscientifici come il negazionismo sull'AIDS.
.
L'inclusione di Christine in qualità di esibitore al 13° International AIDS Conference a Durban, in Sud Africa, è stata oggetto di critica.
La influenza di Christine sulla decisione di Thabo Mbeki di bloccare il finanziamento delle terapie antiretrovirali a donne sieropositive in gravidanza è stato criticato da diversi ricercatori, usualmente citando uno studio di Harvard che stimò che "Sono avvenute 330.000 morti per nuove infezioni da AIDS in seguito alla decisione di Mbeki di bloccare i finanziamenti governativi alla terapia con AZT alle madri".

### Decesso
Christine morì il 27 dicembre 2008 all'età di 52 anni. Assistita da un medico, fu curata per quella che era inizialmente stato diagnosticato come polmonite. Il dipartimento di polizia di Los Angeles constatò che la Maggiore era sotto cura per polmonite da almeno sei mesi. Il medico di famiglia fece notare che una terapia con farmaci antiretrovirali avrebbe potuto evitare la sua morte, ma il compagno negazionista di Christine insistette che la sua polmonite non fosse correlata all'AIDS, e invece ipotizzò che il suo decesso fosse la conseguenza della tossicità di un rimedio alternativo, un "ripulitore olistico", oppure stress, oppure tosse e raffreddore.
Il certificato di morte di Christine riportava che la causa del decesso era un'infezione estesa da herpes virus e da polmonite bilaterale, favorita da una candidiasi al cavo orale, tutte patologie notoriamente AIDS-correlate. Il certificato di morte riportava anche che non era stata eseguita alcun'autopsia o biopsia.